# Джон Бейтс Кларк (медал)
Медалът „Джон Бейтс Кларк“ е награда на Съединените американски щати.
С него се награждава от Американската икономическа асоциация „този американси икономист, който е на възраст под 40 години и който се смята, че е направил значителни приноси към икономическата мисъл и знание“.
Медалът „е смятан най-често за една от най-престижните за това поле награди, вероятно на второ място, само след Нобеловата награда за икономика“.